# Сан Виторино (Изернија)
Сан Виторино је насеље у Италији у округу Изернија, региону Молизе.
Према процени из 2011. у насељу је живело 199 становника. Насеље се налази на надморској висини од 751 м.